# Eosinofilia
La eosinofília hace referencia a un aumento porcentual de eosinófilos en la sangre periférica superior a 0,5 *10/l.
Si los eosinofilos superan la cifra considerada normal ello no constituye una enfermedad, pero puede orientarnos sobre patología subyacente pues es una respuesta inmunitaria.
La eosinofilia habitualmente indica una respuesta ante parásitos (lo más frecuente en niños), alergia (asma, dermatitis etc.), o mucho más raramente frente a la presencia de células anormales, entre otras causas.

## Fisiopatología

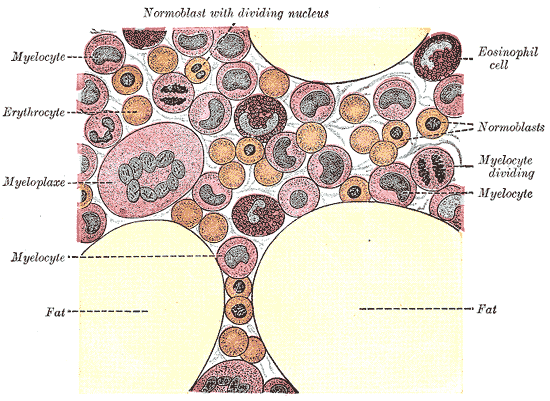
Médula ósea, en la esquina derecha se puede observar un eosinófilo.

Una vez que los eosinófilos se han originado en la médula ósea, entran en el flujo sanguíneo, pero permanecen allí sólo unas pocas horas antes de emigrar a los tejidos del organismo. Cuando una sustancia extraña entra en el cuerpo, es detectada por los linfocitos y neutrófilos, que liberan sustancias que atraen a los eosinófilos a dicha área. Luego los eosinófilos liberan sustancias tóxicas que atacan a los parásitos y destruyen a las células humanas anormales.

## Etiología de la eosinofilia
Múltiples causas, pero las graves suelen dar previamente otros síntomas o signos:

### Infecciosas
Hay predominio eosinófilo, pero con leucocitosis desviada a la izquierda
- Incubación del sarampión
- Escarlatina
- Gonococia (más en mujeres por cronicidad asintomática)
- Parotiditis
- Lepra
- Meningitis tuberculosa
- Chlamydia trachomatis

### Infecciosas parasitarias
- Quiste hidatídico
- Triquinosis
- Toxoplasmosis
- Fascioliasis
- Esquistosomiasis
- Paludismo
- Neurocisticercosis

### Infecciosas micóticas
- Coccidioidomicosis pulmonar
- Pneumocistis jiroveci

### Alérgica
- Urticaria aguda, no en la crónica.
- Asma bronquial
- Colitis pseudomembranosa
- Picaduras de insectos
- Intolerancia a la lactosa
- Intolerancia al gluten
- Intolerancia a productos con sulfito (ej: Acesulfamo-k)

### En dermopatias autoinmunitarias
- Pénfigo
- Psoriasis
- Esclerodermia

### En hemopatías
- Leucemia mieloide crónica
- Policitemia vera

### Paraneoplásica
Suele ser en casos avanzados que por lo tanto han dado ya otros síntomas 
Por ello no sirve la determinación de eosinófilos para descartar o buscar un cáncer incipiente.
Es corriente en carcinomas mucosecretores, linfoma T periférico y en el Hodgkin.

### Iatrogénica
- Estreptomicina
- Sulfamidas
- Sales de oro
- Salicilatos

- Radioterapia

### En colagenosis
- Sarcoidosis
- Dermatomiositis
- Periarteritis nodosa

### Idiopática
Es típico que tengan pocas granulaciones.

### Familiar
- Síndrome de Wiskott-Aldrich
- Síndrome de hiper-IgE
- Déficit de IgA

### Intoxicaciones
- Ingesta de L-triptofano
- Ingesta de Aceite Tóxico (Aceite de colza alterado con oleyl-anilida y DEPAP: 3-(N-phenylamino)-1,2-propanediol): España 1981

### Otras
- Después de un trasplante

## Síndrome hipereosinofílico idiopático
El síndrome hipereosinofílico idiopático es un trastorno en el cual la cantidad de eosinófilos aumenta a más de 1500 células por microlitro de sangre durante un periodo mayor a 6 meses sin una causa evidente.

### Aparición y consecuencias
El Síndrome hipereosinofílico idiopático puede aparecer a cualquier edad, pero es más frecuente en los varones mayores de 50 años. Una cantidad elevada de eosinófilos pueden dañar al corazón, los pulmones, el hígado, la piel y el sistema nervioso. Por ejemplo, el corazón se inflama en una enfermedad llamada endocarditis de Löffler, que ocasiona la formación de coágulos de sangre, insuficiencia cardiaca, ataques cardíacos o mal funcionamiento de las válvulas del corazón.

### Síntomas
Los síntomas son dolor de cabeza, dolor del pie, dificultad para respirar y sibilancias.

### Diagnóstico

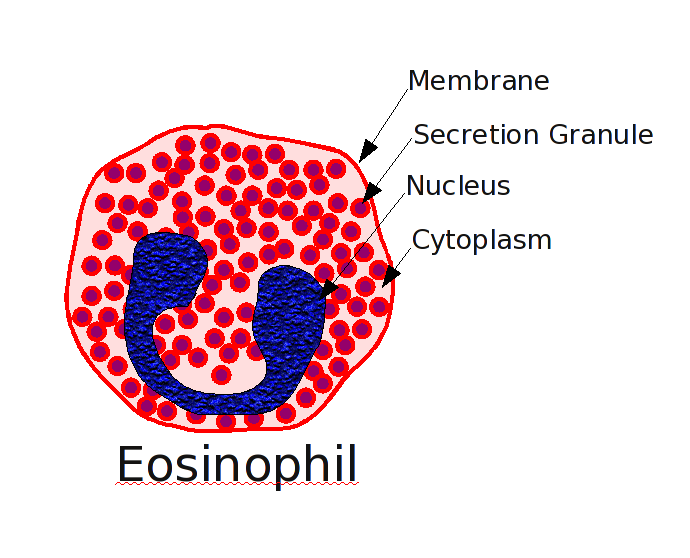
Gran cantidad de eosinófilos.

El síndrome se diagnostica cuando se detecta el incremento persistente de los eosinófilos en quiénes presentan estos síntomas. Antes de empezar el tratamiento, debe asegurarse que la eosinofilia no está causada por una infección parasitaria o una reacción alérgica.

### Tratamiento
Algunas personas no precisan tratamiento y sólo requieren control durante 3 a 6 meses, pero la mayoría necesita un tratamiento con prednisona o hidroxiurea. Si este tratamiento no es eficaz, pueden utilizarse otros medicamentos, combinados con un procedimiento que elimina los eosinófilos de la sangre (leucaféresis).